# Toledo Jeeps 1947-1948
La stagione 1947-48 dei Toledo Jeeps fu la 2ª e ultima nella NBL per la franchigia.
I Toledo Jeeps arrivarono quinti nella Eastern Division con un record di 22-37, non qualificandosi per i play-off.

## Roster
| N° | Naz.                   | Ruolo | Sportivo         | Anno | Alt. | Peso |
| -- | ---------------------- | ----- | ---------------- | ---- | ---- | ---- |
|    | Stati Uniti (bandiera) | GA    | Hal Tidrick      | 1915 | 185  | 86   |
|    | Stati Uniti (bandiera) | C     | Harry Boykoff    | 1922 | 206  | 102  |
|    | Stati Uniti (bandiera) | AC    | Dick Mehen       | 1922 | 196  | 88   |
|    | Stati Uniti (bandiera) | G     | Fran Curran      | 1925 | 183  | 75   |
|    | Stati Uniti (bandiera) | GA    | Chips Sobek      | 1920 | 183  | 82   |
|    | Stati Uniti (bandiera) | AC    | Bernie Mehen     | 1918 | 193  | 84   |
|    | Stati Uniti (bandiera) | GA    | Dale Hamilton    | 1919 | 183  | 82   |
|    | Stati Uniti (bandiera) | AC    | Johnny Schick    | 1916 | 198  | 104  |
|    | Stati Uniti (bandiera) | G     | Jule Rivlin      | 1917 | 180  | 75   |
|    | Stati Uniti (bandiera) | AC    | Jerry Bush       | 1914 | 191  | 91   |
|    | Stati Uniti (bandiera) | G     | Jackie Goldsmith | 1921 | 170  | 68   |
|    | Stati Uniti (bandiera) | GA    | Wyndol Gray      | 1922 | 185  | 79   |

## Staff tecnico
- Allenatore: Jule Rivlin